# Repêchage des qualifications pour la Coupe du monde masculine de rugby à XV 2027
Navigation
Qualifications Coupe du monde 2023 Qualifications Coupe du monde 2031
Le repêchage des qualifications pour la Coupe du monde masculine de rugby à XV 2027 oppose les dernières équipes issues des qualifications régionales. Il se compose de deux confrontations de play-offs et d'un tournoi final. Ils impliquent une équipe d'Afrique, une équipe d'Asie, deux équipes d'Amérique du Sud, une équipe d'Europe ainsi qu'une équipe de la zone Pacifique,.

## Format

### Barrage Amérique du Sud/Pacifique
Ce barrage se joue selon un format aller-retour entre le deuxième de la phase de qualification d'Amérique du Sud (Amérique du Sud 2) et le dernier de la Coupe des nations du Pacifique 2025 – Japon et Fidji exceptés – (Pacifique 4).
Le vainqueur de ce barrage se qualifie directement pour la Coupe du monde tandis que le perdant est reversé dans le tournoi final de qualification.

### Barrage Afrique/Asie
Ce barrage est un match unique entre le second du Championnat d'Asie 2025 (Asie 2) et le second de la Coupe d'Afrique 2025 (Afrique 2). Le vainqueur se qualifie pour le tournoi final de qualification.

### Tournoi final de qualification
Le tournoi final de qualification est disputé selon un format round robin. Il fait s'affronter le cinquième du Championnat d'Europe 2024-2025 (Europe 5); le troisième de la phase de qualification d'Amérique du Sud (Amérique du Sud 3); le perdant du barrage Amérique du Sud/Pacifique et le vainqueur du barrage Afrique/Asie.
Le tournoi se déroule à Dubaï aux Émirats arabes unis du 8 au 18 novembre 2025.

## Participants
Six équipes se disputent les deux places qualificatives restantes pour la Coupe du monde.
| Équipe                                       | Date de qualification | Résultat final                 |
| -------------------------------------------- | --------------------- | ------------------------------ |
| Barrages intercontinentaux                   |                       |                                |
| Namibie (Afrique 2)                          | 19 juillet 2025       | Qualifié pour le tournoi final |
| Émirats arabes unis (Asie 2)                 | 5 juillet 2025        | Éliminé                        |
| Amérique du Sud 2                            | 6 septembre 2025      |                                |
| Pacifique 4                                  | 14 septembre 2025     |                                |
| Tournoi final de qualification               |                       |                                |
| Belgique (Europe 5)                          | 15 mars 2025          |                                |
| Amérique du Sud 3                            | 18 octobre 2025       |                                |
| Perdant du barrage Amérique du Sud/Pacifique |                       |                                |
| Namibie (Vainqueur du barrage Afrique/Asie)  | 26 juillet 2025       |                                |

## Barrage Amérique du Sud/Pacifique
| 2025 | Pacifique 4 | – | Amérique du Sud 2 |  |
| 2025 |             |   |                   |  |
| 2025 |             |   |                   |  |

| 2025 | Amérique du Sud 2 | – | Pacifique 4 |  |
| 2025 |                   |   |             |  |
| 2025 |                   |   |             |  |

## Barrage Afrique/Asie
Le match se déroule le 26 juillet sur le terrain annexe du Mandela National Stadium à Kampala, en Ouganda. Il est largement remporté par la Namibie qui garde une chance de qualification pour la coupe du monde.
| 26 juillet 2025 15 h, UTC+03:00 | Émirats arabes unis | 29 - 86 (22 - 39) | Namibie | Mandela National Stadium, Kampala Arbitre : Morné Ferreira (en) |
| 26 juillet 2025 15 h, UTC+03:00 | Essai(s) : 4 Ratuvecanua (3e, 57e), Stapley (22e), Johnson (27e) Transformation(s) : 3 Johnson (4e, 23e, 58e) Pénalité(s) : 1 Johnson (8e) Carton(s) jaune(s) : 2 Mills (43e), Davetawalu (71e) | Rapport           | Essai(s) : 13 Meyer (5e), Hardwick (11e), van Jaarsveld (16e, 20e), Kearns (24e), Kurz (33e), Mukwilongo (42e, 63e), van der Merwe (46e), Ludick (en) (53e), Katjijeko (66e), Combrinck (72e, 80e) Transformation(s) : 9 van den Berg (en) (12e, 26e, 33e, 43e, 47e, 54e, 63e, 73e, 80e+1) Pénalité(s) : 1 van den Berg (40e+1) Carton(s) jaune(s) : 1 Kearns (57e) | Mandela National Stadium, Kampala Arbitre : Morné Ferreira (en) |
| 26 juillet 2025 15 h, UTC+03:00 | | Rapport           | | Mandela National Stadium, Kampala Arbitre : Morné Ferreira (en) |

## Tournoi final de qualification
| Rang | Nations                                                | J | V | N | D | Bo | Bd | Pm | Pe | Diff | Pts |
| ---- | ------------------------------------------------------ | - | - | - | - | -- | -- | -- | -- | ---- | --- |
| 1    | Belgique                                               | 0 | 0 | 0 | 0 | 0  | 0  | 0  | 0  | 0    | 0   |
| 2    | Modèle:Amérique du Sud 3 rugby                         | 0 | 0 | 0 | 0 | 0  | 0  | 0  | 0  | 0    | 0   |
| 3    | Namibie                                                | 0 | 0 | 0 | 0 | 0  | 0  | 0  | 0  | 0    | 0   |
| 4    | Modèle:Perdant barrage Amérique du Sud/Pacifique rugby | 0 | 0 | 0 | 0 | 0  | 0  | 0  | 0  | 0    | 0   |

|  | Qualifié pour la Coupe du monde |

### 1rejournée
| 8 novembre 2025 |  | – |  | The Sevens Stadium, Dubaï |
| 8 novembre 2025 |  |   |  | The Sevens Stadium, Dubaï |
| 8 novembre 2025 |  |   |  | The Sevens Stadium, Dubaï |

| novembre 2025 |  | – |  | The Sevens Stadium, Dubaï |
| novembre 2025 |  |   |  | The Sevens Stadium, Dubaï |
| novembre 2025 |  |   |  | The Sevens Stadium, Dubaï |

### 2ejournée
| novembre 2025 |  | – |  | The Sevens Stadium, Dubaï |
| novembre 2025 |  |   |  | The Sevens Stadium, Dubaï |
| novembre 2025 |  |   |  | The Sevens Stadium, Dubaï |

| novembre 2025 |  | – |  | The Sevens Stadium, Dubaï |
| novembre 2025 |  |   |  | The Sevens Stadium, Dubaï |
| novembre 2025 |  |   |  | The Sevens Stadium, Dubaï |

### 3ejournée
| novembre 2025 |  | – |  | The Sevens Stadium, Dubaï |
| novembre 2025 |  |   |  | The Sevens Stadium, Dubaï |
| novembre 2025 |  |   |  | The Sevens Stadium, Dubaï |

| 18 novembre 2025 |  | – |  | The Sevens Stadium, Dubaï |
| 18 novembre 2025 |  |   |  | The Sevens Stadium, Dubaï |
| 18 novembre 2025 |  |   |  | The Sevens Stadium, Dubaï |